# Kirby Super Star Ultra
Kirby Super Star Ultra (Hoshi no Kirby Ultra Super Deluxe au Japon) est un jeu vidéo développé par HAL Laboratory et édité par Nintendo, sorti sur Nintendo DS en septembre 2009. Il s'agit du remake de Kirby Super Star sorti en 1996 sur Super Nintendo.

## Système de jeu
Kirby Super Star Ultra est un remake de Kirby Super Star et en reprend le contenu.
Quatre mode de jeux ont été ajoutés :
- L'Arène ultime : comme son nom l'indique, il s'agit d'une version améliorée de l'arène originale (ce mode sera repris dans plusieurs jeux Kirby à la suite de celui-ci).
- L'Heure de gloire : le joueur incarne un des ennemis du jeu et doit défaire 13 boss.
- Meta Knightmare Ultra : ce mode permet d'incarner Meta Knight à la place de Kirby dans les 5 aventures du jeu.
- Revanche royale : cette nouvelle aventure reprend l'aventure Spring Breeze avec de nouvelles difficultés.

Il ajoute également trois mini-jeux : Carte attaque, Kirby fait la loi et À vos snacks.

## Accueil
- Jeuxvideo.com : 16/20[1]

Kirby Super Star Ultra est plutôt bien accueilli par la critique.